# RaiQuan Gray
RaiQuan Kelvan Gray (Fort Lauderdale, Florida; 7 de julio de 1999) es un jugador de baloncesto estadounidense que pertenece a la plantilla del AEK B.C. de la A1 Ethniki griega. Con 2,01 metros de estatura, juega en la posición de ala-pívot.

## Trayectoria deportiva

### Universidad
Jugó tres temporadas con los Seminoles de la Universidad Estatal de Florida, en las que promedió 6,8 puntos, 3,9 rebotes, 1,4 asistencias y 1,0 robos de balón por partido, Como juniot promedió 11,9 puntos, 6,4 rebotes y 2,.2 asistencias por partido, siendo incluido en el tercer mejor quinteto de la Atlantic Coast Conference. El 2 de abril de 2021 se declaró elegible para el draft de la NBA, renunciando a su elegibilidad universitaria restante.

#### Estadísticas
| Año     | Equipo        | PJ       | PT       | MPP      | %TC      | %3P      | %TL      | RPP      | APP      | ROB      | TPP      | PPP      |
| ------- | ------------- | -------- | -------- | -------- | -------- | -------- | -------- | -------- | -------- | -------- | -------- | -------- |
| 2017–18 | Florida State | Redshirt | Redshirt | Redshirt | Redshirt | Redshirt | Redshirt | Redshirt | Redshirt | Redshirt | Redshirt | Redshirt |
| 2018–19 | Florida State | 36       | 4        | 12.3     | .435     | .313     | .721     | 2.3      | .8       | .8       | .2       | 3.9      |
| 2019–20 | Florida State | 29       | 24       | 19.5     | .392     | .220     | .696     | 3.8      | 1.4      | 1.1      | .7       | 6.0      |
| 2020–21 | Florida State | 25       | 24       | 26.3     | .517     | .267     | .763     | 6.4      | 2.2      | 1.2      | .7       | 11.9     |
| Total   | Total         | 90       | 52       | 18.5     | .458     | .262     | .732     | 3.9      | 1.4      | 1.0      | .5       | 6.8      |

### Profesional
Fue elegido en la quincuagésimo novena posición del Draft de la NBA de 2021 por los Brooklyn Nets, pero acabó formando parte de la plantilla de su filial en la G League, los Long Island Nets. En su primera temporada en el equipo promedió 6,3 puntos, 6,4 rebotes y 3,0 asistencias por partido.
El 8 de abril de 2023 firmó un contrato bidireccional con los Brooklyn Nets.
El 27 de septiembre de 2023 firmó con los San Antonio Spurs, pero fue despedido dos días después. El 31 de octubre se incorporó a los Austin Spurs. El 2 de marzo de 2024 firmó cun contrato dual con San Antonio.
El 22 de septiembre de 2024 firmó con el AEK B.C. de la A1 Ethniki griega.

## Estadísticas de su carrera en la NBA

### Temporada regular
| Año     | Equipo      | PJ | PT | MPP  | %TC  | %3P  | %TL   | RPP | APP | ROB | TPP | PPP  |
| ------- | ----------- | -- | -- | ---- | ---- | ---- | ----- | --- | --- | --- | --- | ---- |
| 2022-23 | Brooklyn    | 1  | 0  | 35.0 | .500 | .400 | 1.000 | 9.0 | 7.0 | .0  | 1.0 | 16.0 |
| 2023-24 | San Antonio | 3  | 0  | 13.0 | .588 | .429 | —     | 2.3 | 2.0 | .3  | .3  | 7.7  |
| Total   | Total       | 4  | 0  | 18.5 | .552 | .417 | 1.000 | 4.0 | 3.3 | .3  | .5  | 9.8  |

## Vida personal
RaiQuan tiene un hermano y una hermana. Su primo, Quinn Gray, jugó en la NFL antes de ser entrenador.